# Chafariz das Virtudes
O Chafariz das Virtudes, Fonte do Rio Frio ou Fonte das Virtudes, localiza-se em Miragaia, na freguesia de  Cedofeita, Santo Ildefonso, Sé, Miragaia, São Nicolau e Vitória, na cidade e Distrito do Porto, em Portugal.
Encontra-se classificado desde 1910 como Monumento Nacional, estando atualmente integrado no Jardim das Virtudes.

## História
Este fontanário foi construído em 1619 pelos moradores, no largo fronteiro ao Postigo das Virtudes das Muralhas Fernandinas. Era alimentado pelas águas do rio Frio.
Nos finais do século XVIII, foi substituído pelo Chafariz da Rua das Taipas.